# Alfons Lappas

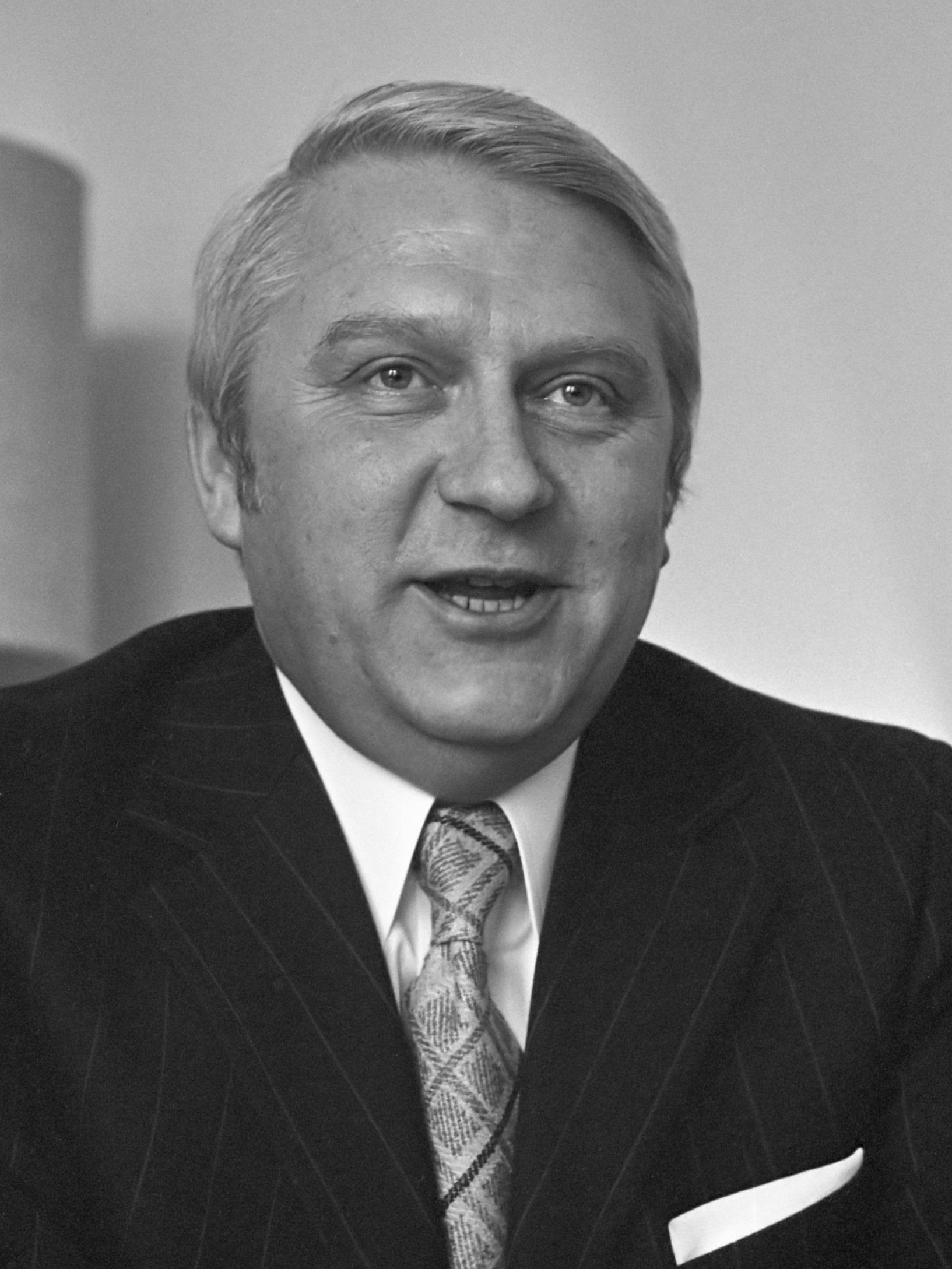
Alfons Lappas (1974)

Alfons Lappas (* 3. Juni 1929 in Wiesbaden) ist ein deutscher Gewerkschafter und war von 1969 bis 1986 im Bundesvorstand des DGB. Seit 1977 war er Vorstand in der Beteiligungsgesellschaft für Gemeinwirtschaft.

## Beruflicher Werdegang
Lappas war Waldfacharbeiter, nahm schon sehr früh eine ehrenamtliche Tätigkeit bei der Gewerkschaft Gartenbau, Land- und Forstwirtschaft (GGLF) auf und war dort seit 1949 hauptamtlich beschäftigt. 1961 wurde er in den geschäftsführenden GGLF-Hauptvorstand gewählt, 1966 zum stellvertretenden Vorsitzenden und 1968 zum Vorsitzenden. Der Bundeskongress des Deutschen Gewerkschaftsbundes wählte ihn 1969 in den Geschäftsführenden Bundesvorstand. Er übernahm dort die Abteilung Finanzen (einschließlich der Zuständigkeit für die gewerkschaftlichen Beteiligungen) und die neugebildete Abteilung Europäische Integration, die 1975 aufgelöst und deren Aufgaben nun in die Zuständigkeit des DGB-Vorsitzenden fielen. Gleichzeitig wurden die gewerkschaftlichen Beteiligungen neben der Abteilung Finanzen in einer eigenständigen Abteilung, ebenfalls unter Lappas, zusammengefasst. 1977 wurde Lappas in den Vorstand der gewerkschaftlichen Holding, der Beteiligungsgesellschaft für Gemeinwirtschaft (BGAG) berufen, 1985 zu deren Vorstandsvorsitzenden bestellt.

## Rücktritt nach Neue Heimat-Skandal
1986 musste er zurücktreten. Im Juni dieses Jahres hatte der Deutsche Bundestag einen Untersuchungsausschuss zu dem Wohnungsbaukonzern Neue Heimat (NH), der den Gewerkschaften gehörte, eingerichtet. Dort war es 1982 zu einem Aufsehen erregenden Skandal gekommen, weil sich fast alle Vorstandsmitglieder auch zu Lasten der Mieter privat bereichert hatten. Nach der Einsetzung einer neuen Geschäftsführung stellte sich heraus, dass die NH, vor allem aber die mit ihr verbundene Neue Heimat Städtebau auch erhebliche wirtschaftliche Schieflagen aufwies, die offensichtlich auch auf dubiose Geschäfte zurückzuführen waren. Der Untersuchungsausschuss sollte prüfen, ob und inwieweit von der NH und ihr verbundenen Unternehmen (wozu die BGAG gehörte) und deren Organmitgliedern (wozu Lappas gehörte) gegen Bundesrecht verstoßen worden war. Lappas verweigerte vor dem Ausschuss jede Aussage. Der Ausschuss beschloss, Lappas in Beugehaft nehmen zu lassen. Die Justizbehörden folgten Ende Oktober 1986 diesem Beschluss und nahmen ihn fest, während er als Gast an einem Kongress der Industriegewerkschaft Metall teilnahm. Die darauf einsetzende heftige Diskussion in der Öffentlichkeit verlief kontrovers, weil zwar einerseits die Missachtung eines parlamentarischen Gremiums durch Lappas kritisch gesehen wurde, aber andererseits auch die inszenierte Dramatik der Festnahme eines Gewerkschaftsmanagers auf einem Gewerkschaftskongress. Als aber nun der feudale Lebensstil von Lappas bekannt wurde, wozu u. a. Löwenjagden in Afrika gehörten, distanzierten sich die Gewerkschaften von Lappas nicht nur wegen seiner Aussageverweigerung. Monika Wulf-Mathies, die Vorsitzende der Gewerkschaft Öffentliche Dienste, Transport und Verkehr, sprach von einer „großen Schweinerei“ die Lappas angerichtet habe. Im November 1986 trat er zurück. Sein Nachfolger wurde Hans Matthöfer. Ebenfalls eine unrühmliche Rolle spielte er auch bei der co op AG und der Zusammenarbeit mit deren Vorsitzenden Bernd Otto.